# 西上田站
西上田站（日语：／ Nishi-Ueda eki */?）是位於長野縣上田市下鹽尻，信濃鐵道和日本貨物鐵道的車站。
此站是位於上田市中心上田站的西邊車站，位於上田市的鹽尻地區。

## 歷史
此站在1920年啟用，在1956年前車站曾名為北鹽尻站（日语：／），改名是為了避免與同縣的鹽尻站造成混淆。
- 1920年（大正9年）6月1日 - 國鐵信越本線北鹽尻站啟用[1]。
- 1956年（昭和31年）4月10日 - 車站改名為西上田站[1]。
- 1967年（昭和42年）10月1日 - 日本石油終端（日语：日本オイルターミナル）上田營業所開始營業。
- 1978年（昭和53年）9月22日 - 除了日本石油終端和專用線出發或到達的車載貨物外，終止其他貨物起卸業務。
- 1984年（昭和59年）2月1日 - 終止行李起卸業務。
- 1987年（昭和62年）4月1日 - 伴隨國鐵分割民營化，車站由東日本旅客鐵道（JR東日本）和日本貨物鐵道（JR貨物）營運[2]。
- 1994年（平成6年）10月9日 - 於站內的美孚石油（現時：ENEOS）油庫發生爆炸事故。
- 1997年（平成9年）10月1日 - 隨著北陸新幹線啟用，JR東日本車站由信濃鐵道接管。
- 2003年（平成15年）3月18日 - 連接車站南北的閘外行人通道開始使用[1]（同月27日，古屋敷平交道停用）。
- 2011年（平成23年）3月31日 - 日本石油終端上田營業所結業[3]。

## 車站構造
車站是一座地面車站，設有1面1線的單式月台和1面2線島式月台。月台之間設有跨線橋連接。
此站是信濃鐵道職員配置車站，車站大樓設有自動售票機。
此站設有印章，印章是印有小縣郡青木村的大法寺國寶三重塔。該搭距離此站最近，同時為國寶文化財。

### 月台
| 月台 | 路線        | 上下行       | 方向             |
| ---- | ----------- | ------------ | ---------------- |
| 1    | ■信濃鐵道線 | 下行         | 長野方向         |
| 2    | ■信濃鐵道線 | （後備月台） | （後備月台）     |
| 3    | ■信濃鐵道線 | 上行         | 小諸、輕井澤方向 |

截至2017年10月，沒有定期列車使用2號月台。另外，該月台原本讓貨運列車使用。

### 貨運設施

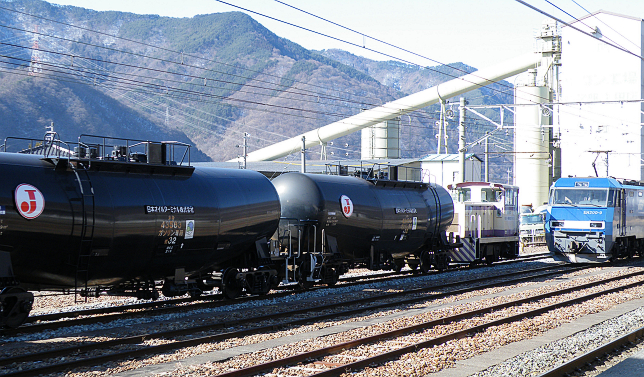
在着發線內的罐車（2009年1月）

現時，JR貨物車站作為臨時車載貨物的起卸車站，沒有定期貨物列車出發或到達。
曾經在車站東邊鄰接日本石油終端（OT）油庫（石油的物流基地，正式名稱為上田營業所）。旅客月台南邊設有側線分支前往油庫的起卸線。當中，設有運送石油班次來往浮島町站（神奈川縣）東燃通用石油（現時：ENEOS）川崎製油所與此處之間。在川崎貨物站（神奈川縣）與此站之間也有每日1往返的專用貨物列車班次。此站設有季節性行走的臨時列車。隨著上田營業所結業，上述列車在2011年3月終止行駛。
在車站西邊設有住友大阪水泥（舊：住友水泥）的水泥包裝所（水泥物流基地，正式名稱：西上田服務站），此站曾設設有運送水泥的貨運班次。該班次行走於青海站（新潟縣）與此站之間，並在2001年3月終止行駛。在終止行駛後，起卸設備和建築物仍然存在。在站內設有專用機車和其車廠。
在1970年和1983年專用線列表中，除了住友水泥外，三井物產石油（現時：JXTG能源）也設有專用線（美孚石油是第三方用戶）。
站內的更換工作由JR貨物集團委托JR貨物·信州物流負責。

## 使用狀況

### 旅客
以下為近年乘車人次變化：
| 乘車人次變化 | 乘車人次變化     | 乘車人次變化 |
| 年度         | 1日平均 乘車人次 |              |
| ------------ | ---------------- | ------------ |
| 2001         | 1,140            |              |
| 2001         | 1,019            |              |
| 2002         | 1,030            |              |
| 2003         | 1,019            |              |
| 2004         | 1,025            |              |
| 2005         | 984              |              |
| 2006         | 962              |              |
| 2007         | 937              |              |
| 2008         | 973              |              |
| 2009         | 918              |              |
| 2010         | 879              |              |
| 2011         | 871              |              |
| 2012         | 861              |              |
| 2013         | 874              |              |
| 2014         | 874              |              |
| 2015         | 904              |              |
| 2016         | 951              |              |
| 2017         | 978              |              |

### 貨物
以下為於此站起卸的貨運量。
- 2000年度：裝載 28,498公噸，卸載 288,487公噸
- 2001年度：裝載 25,289公噸，卸載 258,832公噸
- 2002年度：裝載 23,636公噸，卸載 240,956公噸
- 2003年度：裝載 22,356公噸，卸載 228,095公噸
- 2004年度：裝載 20,232公噸，卸載 211,071公噸
- 2005年度：裝載 19,092公噸，卸載 195,351公噸
- 2006年度：裝載 20,028公噸，卸載 204,785公噸
- 2007年度：裝載 19,468公噸，卸載 201,080公噸
- 2008年度：裝載 16,744公噸，卸載 171,109公噸
- 2009年度：裝載 15,236公噸，卸載 156,525公噸
- 2010年度：裝載 12,000公噸，卸載 123,625公噸

## 車站周邊
- 日本石油總端上田營業所
- 住友大阪水泥西上田服務站
- 上田西高等學校（日语：上田西高等学校）[1]
- 上鹽尻郵局
- 國道18號
- 沓掛酒造（福無量）
- SB食品（日语：エスビー食品）上田工場

## 相鄰車站
信濃鐵道
■信濃鐵道線
□快速
通過
■普通
上田－西上田－科技坂城

## 注腳
1. 1 2 3 4 5 6 7 8 9 10 11 12 13 14  信濃毎日新聞社出版部. . 信濃毎日新聞社. 2011-07-24: 249. ISBN 9784784071647 （日语）.
2. ↑  《交通年鑑 昭和63年版》交通協力會，1988年3月。
3. ↑  日本石油終端株式會社 - 公司概況、沿革
4. ↑  《2014 JR貨物時刻表》鐵道貨物協會，2014年
5. 1 2 3  『鐵道迷』第50卷第7號
6. 1 2  「上田市之統計」

## 外部連結
- 西上田站（信濃鐵道） （页面存档备份，存于）（日語）